# Jan Mraček
Jan Mraček (* 18. července 1984) je český reprezentant v taekwondu itf, mistr světa z roku 2005 a 2007 ve sportovním boji, juniorský mistr světa 2002, juniorský mistr Evropy z let 2001 a 2002. Taekwondu se věnuje od roku 1993.